# EXE
EXE je navadno pripona datoteke, ki jo imajo izvršljive datoteke v operacijskih sistemih MS-DOS, Microsoft Windows in OS/2.
V tej datoteki je shranjena strojna koda, ki se ob zagonu datoteke izvrši in njeni ukazi izvedejo na procesorju.
Priponka EXE je bila prvič uporabljena v operacijskem sistemu MS-DOS 2.0. Prešnje različice opracijskega sistema so poznale samo format COM, ki pa ni smela biti večja kot 64 KB.